# 超絶 凄ワザ!
『超絶 凄ワザ！』（ちょうぜつ すごワザ、英: X-technology “SUGOWAZA", Supreme Skills!）は、NHK総合テレビジョンで放送されていたNHK名古屋放送局制作のドキュメンタリー番組。

## 概要
主に毎回2組の職人や技術者のチームが登場し、これまでにない品質の作品作りに挑戦しながらその完成度を競い、日本のものづくりの奥深さに迫る。2回にわたり前・後編形式で行われ、前編は両チームが作品を完成させるまでの苦難を乗り越えていく様子を撮影したドキュメンタリーが中心で、後編は名古屋市近郊の金型工場を改装した施設での対決を中心に放送される。後編の最後は、対決を終えた両チームがさらなる品質の向上に取り組む様子を取り上げた。第5回から第21回までは、前編を見ただけでも何らかの結果が得られるように、前編と後編で2種類の対決に挑んだり、前後編で1チームずつの最終結果が出るような構成とした。第22・23回、27・28回、54・55回は対決ではなく、全員が協力してギネス世界記録に挑むという内容になった。また、大掛かりな内容の場合は屋外でのロケも行われた。
2013年10月14日、パイロット版として「激突 神ワザ！〜究極の“真球”を目指せ〜」を放送し、その後同パイロット版を前編・後編の2部で再構成版を同年12月17日・18日深夜に放送した後2014年4月3日、レギュラー放送開始。
番組の内容についてはかつてフジテレビ系列で、やらせ発覚で放送を終了した『ほこ×たて』を連想させるという指摘に対して、本番組側は、あの番組が既存の相反するものを対決させていたのに対し、当番組は、2チームが同一の課題を解決するための作品をゼロから作り上げ、その解決の程度（品質）を競う為、本質が異なるなどとした。千原ジュニアは番組開始前の記者会見で「“ほこ×ほこ”であり、“たて×たて”でもある。一つ違うのは、一切“やらせ”がないことだ」と語った。
2015年4月11日、放送時間が土曜20:15 - 20:43に変更された。
2016年4月30日から同年6月18日まで、当番組の放送時間帯で『トットてれび』が放送されたため、 その間、日時を変更して特別版が放送された。同年7月16日に2016年度初の通常放送となるも、翌週から6週間放送休止すると、同年9月3日から通常放送に戻った。
2017年5月1日、放送時間が月1回月曜22:25 - 23:15に変更。
2018年2月26日の放送をもって終了、レギュラー放送として4年間の歴史に幕を下ろし、今後は特別番組として放送する予定とした。

## 出演者

### 司会
- 千原ジュニア（千原兄弟）
- 池田伸子（NHKアナウンサー、パイロット版〜2017年4月）
2015年度までは名古屋放送局勤務。2016年度に東京アナウンス室に異動後も引き続き担当。
- 副島萌生（NHK名古屋局アナウンサー、2017年5月〜2018年3月）[3][5]

### ナレーション
- 福島泰樹（放送開始 - 2015年1月29日）
- 菅生隆之（2015年2月5日・2月12日）
- 千葉繁（2015年2月19日 - 3月5日・3月19日・4月11日 - ）[注 6]
- でんでん（2015年3月12日）[注 6]
- 神谷明（2017年12月25日）[注 7]

## 放送日時
激突 神ワザ！（パイロット版）
- 初回放送：2013年10月14日 17:30 - 17:55
- 再構成版前編：2013年12月17日 24:10 - 24:35（12月18日 0:10 - 0:35）
- 再構成版後編：2013年12月18日 24:10 - 24:35（12月19日 0:10 - 0:35）

2014年度
- 本放送：毎週木曜日22:55 - 23:20（全国放送）
- 再放送：毎週月曜日16:30 - 16:55（全国放送。国会中継、大相撲中継、高校野球中継時などは休止）
- 再放送：毎週木曜日11:05 - 11:30（関東地方を除く。国会中継、高校野球中継時などは休止）

2015年度
- 本放送：毎週土曜日20:15 - 20:45（全国放送）
- 再放送：毎週金曜日16:20 - 16:50（全国放送。国会中継、大相撲中継、高校野球中継時などは休止）

2016年度
- 本放送：毎週土曜日20:15 - 20:43（全国放送。年度当初はこの時間帯の放送を休止し、別の日時に特別番組として放送）
- 再放送：毎週木曜日16:20 - 16:48（全国放送。国会中継、大相撲中継、高校野球中継時などは休止）

2017年度
- 本放送：月1回月曜日22:25 - 23:15（全国放送）
- 再放送：月1回木曜日深夜（本放送の3日後。全国放送）

『超絶 凄ワザ！ 〜東京2020全力応援！望結の2年後が楽しくなるツアー〜』
- 本放送：2018年7月25日 19:30 - 20:43（全国放送）

## 放送リスト
| 回  | 放送日                      | 副題                                                      | 挑戦者 | 対決（挑戦）内容 |
| --- | --------------------------- | --------------------------------------------------------- | --- | --- |
| 0   | 2013年 10月14日 17:30-17:55 | 激突 神ワザ！ 究極の“真球”を目指せ                        | ベアリングメーカー（天辻鋼球製作所） 光学メーカー（岡本光学加工所） | 可能な限り歪みのない球体を作る。 水平で真っすぐなバーの上で球体を転がし、転落せず転がった距離が長いチームの勝利となる。 |
| 1   | 2014年 4月3日               | 前人未到の“切れ味”を目指せ（前編）                        | 炎の包丁職人（平泰明） 超絶刃物パワーチーム（福田刃物工業） | 落下運動を利用して鉄製のパイプを切断できるかを競う。 切断した時の断面が真円に近いチームが勝利となる。 |
| 2   | 4月10日                     | 前人未到の“切れ味”を目指せ（後編）                        | 炎の包丁職人（平泰明） 超絶刃物パワーチーム（福田刃物工業） | 落下運動を利用して鉄製のパイプを切断できるかを競う。 切断した時の断面が真円に近いチームが勝利となる。 |
| 3   | 4月17日                     | 究極の“反発力”を目指せ（前編）                            | ゴムメーカー（共和） バネメーカー（東海バネ工業） | ポゴスティックを使用し、高跳びの要領でどこまで高く跳べるかを競う。 ゴム（ばね）の損傷で続行不可能となった時や、バーを落とした時は相手チームの勝利となる。 |
| 4   | 4月24日                     | 究極の“反発力”を目指せ（後編）                            | ゴムメーカー（共和） バネメーカー（東海バネ工業） | ポゴスティックを使用し、高跳びの要領でどこまで高く跳べるかを競う。 ゴム（ばね）の損傷で続行不可能となった時や、バーを落とした時は相手チームの勝利となる。 |
| 5   | 5月1日                      | 最強の“紙箱”を目指せ（前編）                              | “紙ワザ”職人（宇都宮政光） 中津川包装工業 強化段ボール部隊 | 内容物を衝撃から守る紙製容器を開発する。 生卵と瓶を入れて高所から落下させ、より大きな落差に耐えたチームの勝利となる。 |
| 6   | 5月8日                      | 最強の“紙箱”を目指せ（後編）                              | “紙ワザ”職人（宇都宮政光） 中津川包装工業 強化段ボール部隊 | 内容物を衝撃から守る紙製容器を開発する。 生卵と瓶を入れて高所から落下させ、より大きな落差に耐えたチームの勝利となる。 |
| 7   | 5月15日                     | 究極の滑らない靴〜油の坂を攻略せよ！〜                    | エンジニアチーム（ミドリ安全） 東北大学チーム | 油を撒いた坂道を靴で登れる角度を競う。 |
| 8   | 5月22日                     | 究極の滑らない靴〜アイスリンクを克服せよ！〜              | エンジニアチーム（ミドリ安全） 東北大学チーム | アイスリンクを靴で一周するまでの時間を競う。 |
| 9   | 5月29日                     | 究極の“真球”を目指せ（進撃編）                            | 広島テクニシャンズ（ハマダ 小石茂樹・李毅） ナニワの電動師チーム（平井精工所 林洋毅・平井壽剛） | 「究極の“真球”を目指せ」（試供版）を参照。 |
| 10  | 6月5日                      | 究極の“真球”を目指せ（追撃編）                            | 広島テクニシャンズ（ハマダ 小石茂樹・李毅） ナニワの電動師チーム（平井精工所 林洋毅・平井壽剛） | 「究極の“真球”を目指せ」（試供版）を参照。 |
| 11  | 6月12日                     | 究極の台車〜“振動ゼロ”への険しい道〜                      | 変幻自在!?ゲルソルジャーズ（エクシールコーポレーション） 全方位型！鉄人サス軍団（松田技術研究所） | 積荷を振動から守る台車を開発する。 イチゴを載せた台車を起伏のあるコースで走行させ、イチゴの損傷が少なかったチームが勝利となる。 |
| 12  | 6月19日                     | 究極の台車〜“振動凸凹道”の頂上決戦〜                      | 変幻自在!?ゲルソルジャーズ（エクシールコーポレーション） 全方位型！鉄人サス軍団（松田技術研究所） | 積荷を振動から守る台車を開発する。 イチゴを載せた台車を起伏のあるコースで走行させ、イチゴの損傷が少なかったチームが勝利となる。 |
| 13  | 6月26日                     | 目指せ！奇跡のコマ 宇宙エンジニアVS熟練工                 | TEAMスペーススピン（三菱プレシジョン） 熟練工軍団（ヤノック） | 長時間安定して回転するコマを開発する。 直径2cmの台から転落せず、より長い時間回り続けたチームの勝利となる。 |
| 14  | 7月3日                      | 目指せ！奇跡のコマ 落ちずに回れ いつまでも                | TEAMスペーススピン（三菱プレシジョン） 熟練工軍団（ヤノック） | 長時間安定して回転するコマを開発する。 直径2cmの台から転落せず、より長い時間回り続けたチームの勝利となる。 |
| 15  | 7月10日                     | 反射光で金属を溶かせ！〜究極の“磨き”対決〜                | 磨き屋シンジケート（小林研業） 天下一ブラスターズ（不二製作所） | 鉛の棒の一点に光を集中させ、その熱で溶けて倒れるまでの時間を競う。 倒れるまでの時間が短いチームが勝利となる。 |
| 16  | 7月17日                     | 前人未到の“接着”を目指せ！〜金属同士をくっつけろ〜        | 越後磨き屋シンジケート（今井技巧） 天下一ブラスターズ（不二製作所） | 磁石や接着剤を使用せずに金属を接着させ、どれだけの加重に耐えられるかを競う。 最後まで密着した金属が離れなかったチームが勝利となる。 |
| 17  | 7月24日                     | 宇宙に挑め！究極の紙飛行機対決（進撃編）                  | 百万石飛翔隊（金沢工業大学） 北の国からロケット隊（植松電機） | まっすぐに安定した軌道で飛ぶ紙飛行機を作る。 全長20m、縦横1mのトンネル内で飛行機を飛ばし、壁に接触せず飛べた距離の長いチームが勝利となる。 |
| 18  | 7月31日                     | 宇宙に挑め！究極の紙飛行機対決（追撃編）                  | 百万石飛翔隊（金沢工業大学） 北の国からロケット隊（植松電機） | まっすぐに安定した軌道で飛ぶ紙飛行機を作る。 全長20m、縦横1mのトンネル内で飛行機を飛ばし、壁に接触せず飛べた距離の長いチームが勝利となる。 |
| 19  | 8月7日                      | 名勝負再び！究極の反発力を目指せ                          | - | - |
| 20  | 8月28日                     | 夢のロープを目指せ（前編）                                | ワイヤロープ（クリサンセマム） 繊維ロープ（カネヤ製綱） | しなやかで引っ張りに強いロープを開発する。 草相撲のように、双方のロープを絡めてどちらかが切れるまで引っ張り合い、切れずに持ちこたえたチームの勝利となる。 |
| 21  | 9月4日                      | 夢のロープを目指せ（後編）                                | ワイヤロープ（クリサンセマム） 繊維ロープ（カネヤ製綱） | しなやかで引っ張りに強いロープを開発する。 草相撲のように、双方のロープを絡めてどちらかが切れるまで引っ張り合い、切れずに持ちこたえたチームの勝利となる。 |
| 22  | 10月9日                     | ギネス世界記録に挑戦！究極の水切り（前編）                | チーム凄ワザ（藤田和央・森川寛・アオキ・ニッシンエスピーエム） | 池の上を跳ねる石と発射装置を作り、風や水面などのコンディションを読みながら池の上を何回跳ねるかに挑戦する。 |
| 23  | 10月16日                    | ギネス世界記録に挑戦！究極の水切り（後編）                | チーム凄ワザ（藤田和央・森川寛・アオキ・ニッシンエスピーエム） | 池の上を跳ねる石と発射装置を作り、風や水面などのコンディションを読みながら池の上を何回跳ねるかに挑戦する。 |
| 24  | 10月23日                    | 抜け！超ヘビー級だるま落とし〜“究極の滑り”対決〜          | チーム砥石（ニートレックス） コーティングチーム（日本コーティングセンター） | 表面に摩擦を低減させる加工を施した円柱を重ね、一番上に乗せただるまを落とさないように打ち抜いていく。 だるまを落とさず円柱を多く打ち抜けたチームが勝利となる。 |
| 25  | 10月30日                    | 抜け！超ヘビー級だるま落とし〜“謎の摩擦”を克服せよ〜      | チーム砥石（ニートレックス） コーティングチーム（日本コーティングセンター） | 表面に摩擦を低減させる加工を施した円柱を重ね、一番上に乗せただるまを落とさないように打ち抜いていく。 だるまを落とさず円柱を多く打ち抜けたチームが勝利となる。 |
| 26  | 11月6日                     | 名勝負再び！前人未到の“切れ味”を目指せ                    | - | - |
| 27  | 11月13日                    | パット世界記録に挑戦！〜超精密シミュレーターを目指せ〜    | チーム凄ワザ（山田透・フローベル・平井製作所） | ロングパットの世界記録に挑戦すべく、シミュレーターの解析を元に精密な動きをするロボットを使用してロングパットを成功させる。 |
| 28  | 11月20日                    | パット世界記録に挑戦！〜超精密ロボットを製作せよ〜        | チーム凄ワザ（山田透・フローベル・平井製作所） | ロングパットの世界記録に挑戦すべく、シミュレーターの解析を元に精密な動きをするロボットを使用してロングパットを成功させる。 |
| 29  | 12月18日                    | 名勝負再び！究極の“台車”〜振動ゼロを目指せ〜              | - | - |
| 30  | 2015年 1月8日               | ろうそくで沸騰!?“夢の鍋”対決                              | フィン鍋軍団（杉山金属） 伝熱四銃士（足利工業大学） | 限られた熱量で効率よく湯を沸かせる鍋を開発する。 ろうそく5本の火力で400mlの水を加熱し、より短い時間で沸点に達したチームの勝利となる。 |
| 31  | 1月15日                     | 激烈！“早沸かし鍋”対決                                    | フィン鍋軍団（杉山金属） 伝熱四銃士（足利工業大学） | 限られた熱量で効率よく湯を沸かせる鍋を開発する。 ろうそく5本の火力で400mlの水を加熱し、より短い時間で沸点に達したチームの勝利となる。 |
| 32  | 1月22日                     | 極限の薄切りを目指せ！手ノコ編                            | 手挽きノコギリチーム（雨宮国広・長津勝一） | 正方形の角材を使用し、どれだけ薄く切断できるかを競う。 より薄く切断出来たチームが勝利となる。 |
| 33  | 1月29日                     | 極限の薄切りを目指せ！電ノコ編                            | 電動丸ノコチーム（魚津社寺工務店・兼房） | 正方形の角材を使用し、どれだけ薄く切断できるかを競う。 より薄く切断出来たチームが勝利となる。 |
| 34  | 2月5日                      | 挑め！奇跡の大飛行〜竹とんぼ対決・進撃編〜                | 京都試作軍団（京都試作ネット） カーボン飛行隊（東明グループ） | 飛距離に特化した竹とんぼを製作し、どれだけ遠くへ飛ばせるかを競う。 より遠くへ飛ばせたチームが勝利となる。 |
| 35  | 2月12日                     | 挑め！奇跡の大飛行〜竹とんぼ対決・追撃編〜                | 京都試作軍団（京都試作ネット） カーボン飛行隊（東明グループ） | 飛距離に特化した竹とんぼを製作し、どれだけ遠くへ飛ばせるかを競う。 より遠くへ飛ばせたチームが勝利となる。 |
| 36  | 2月19日                     | 激突！紅白コマ合戦〜女性エンジニアvs.熟練工〜             | 軍師黒田コマ軍団（クリタテクノ） 大阪スピンガールズ（エクセディ） | 「目指せ！奇跡のコマ 」と同ルール。 長時間安定して回転するコマを開発し、その性能を競う。 |
| 37  | 2月26日                     | 激突！紅白コマ合戦〜男と女の真剣勝負〜                    | 軍師黒田コマ軍団（クリタテクノ） 大阪スピンガールズ（エクセディ） | 「目指せ！奇跡のコマ 」と同ルール。 長時間安定して回転するコマを開発し、その性能を競う。 |
| 38  | 3月5日                      | 名勝負再び！宇宙へ挑め！究極の“紙飛行機”対決              | - | - |
| 39  | 3月12日                     | 名勝負再び！夢の“ロープ”を目指せ！                        | - | - |
| 40  | 3月19日                     | あの人が選ぶ！ BEST of 凄ワザ                             | サンドウィッチマン・中垣俊之・石川遼・糸井重里 | 番組ファンの有名人ゲスト（挑戦者欄に記載）が選んだ名場面を放送。 |
| 41  | 4月11日                     | 真球頂上決戦〜日本VSドイツ〜                              | シェフラー社バイエルン工場のベアリング部門 横浜のレンズ研磨職人（岡本光学加工所） | 「究極の“真球”を目指せ」（試供版）を参照。 なお、前回よりも直線の距離が10m長い。 |
| 42  | 4月18日                     | 真球頂上決戦〜日本VSドイツ〜                              | シェフラー社バイエルン工場のベアリング部門 横浜のレンズ研磨職人（岡本光学加工所） | 「究極の“真球”を目指せ」（試供版）を参照。 なお、前回よりも直線の距離が10m長い。 |
| 43  | 4月25日                     | 真球頂上決戦〜日本VSドイツ〜完結編                        | シェフラー社バイエルン工場のベアリング部門 横浜のレンズ研磨職人（岡本光学加工所） | 「究極の“真球”を目指せ」（試供版）を参照。 なお、前回よりも直線の距離が10m長い。 |
| 44  | 5月2日                      | 金属板を貫け！ 究極の針対決（前編）                       | 信州ウルトラニードルズ（オルガン針） 微細加工の夫婦針（インパクト） | 直径0.5mm以内の極細針で、厚さ5mmのアルミニウム板の貫通に挑戦する。 針が折れずに貫通できたチームの勝利。両者とも貫通できた場合、要した力（N）の小さいチームが勝利となる。 |
| 45  | 5月9日                      | 金属板を貫け！ 究極の針対決（後編）                       | 信州ウルトラニードルズ（オルガン針） 微細加工の夫婦針（インパクト） | 直径0.5mm以内の極細針で、厚さ5mmのアルミニウム板の貫通に挑戦する。 針が折れずに貫通できたチームの勝利。両者とも貫通できた場合、要した力（N）の小さいチームが勝利となる。 |
| 46  | 5月23日                     | ものづくり革命!?奇跡の接合対決 ねじVSろう接（前編）       | 長浜スクリューズ（トップ精工） 尼崎ブレージングス（ナイス） | 異なる金属を接合し、引っ張る力にどれだけ耐えられるかを競う。 装置にセットした金属が最後まで接合部から抜けたり途中で切れたりしなかったチームが勝利となる。 |
| 47  | 6月13日                     | ものづくり革命!?奇跡の接合対決 ねじVSろう接（後編）       | 長浜スクリューズ（トップ精工） 尼崎ブレージングス（ナイス） | 異なる金属を接合し、引っ張る力にどれだけ耐えられるかを競う。 装置にセットした金属が最後まで接合部から抜けたり途中で切れたりしなかったチームが勝利となる。 |
| 48  | 6月20日                     | 最強の橋対決 〜天才学生vs.匠軍団〜（前編）                | 米子ドリーマーズ（米子高専） 薩摩ウッド・アーチスト（山佐木材） | 総重量500g以内の木材を用いて、1tの荷重に耐える橋を作る。 より大きい荷重に耐える橋を作ったチームが勝利となる。 |
| 49  | 6月27日                     | 最強の橋対決 〜天才学生vs.匠軍団〜（後編）                | 米子ドリーマーズ（米子高専） 薩摩ウッド・アーチスト（山佐木材） | 総重量500g以内の木材を用いて、1tの荷重に耐える橋を作る。 より大きい荷重に耐える橋を作ったチームが勝利となる。 |
| 50  | 7月4日                      | ミラクル紙飛行機 大決戦！（前編）                         | チーム若シャチ設計士（タマディック） 空飛ぶプロフェッサーチーム（帝京大学航空宇宙工学科 米田洋） | 直進と旋回を組み合わせた「?」形のコースに沿って飛ぶ紙飛行機を作る。 コースから外れずに飛べた距離の長いチームが勝利。両者ともコースをクリアできた場合、規定のゴール地点の近くに着地したチームが勝利となる。 |
| 51  | 7月11日                     | ミラクル紙飛行機 大決戦！（後編）                         | チーム若シャチ設計士（タマディック） 空飛ぶプロフェッサーチーム（帝京大学航空宇宙工学科 米田洋） | 直進と旋回を組み合わせた「?」形のコースに沿って飛ぶ紙飛行機を作る。 コースから外れずに飛べた距離の長いチームが勝利。両者ともコースをクリアできた場合、規定のゴール地点の近くに着地したチームが勝利となる。 |
| 52  | 7月18日                     | 激突！旋盤VSヘラ絞り 〜究極の精度対決〜（前編）           | 藤原多喜夫（ヒューテック） 白鳥勝彦・政彦兄弟（箕輪ヘラ絞製作所） | 加工の難しいチタン素材を用いて、継ぎ目なしの一体成形、繊細な形状の部品を作る。 より高い精度で設計通りの形状に仕上げた職人の勝利となる。 |
| 53  | 8月1日                      | 激突！旋盤VSヘラ絞り 〜究極の精度対決〜（後編）           | 藤原多喜夫（ヒューテック） 白鳥勝彦・政彦兄弟（箕輪ヘラ絞製作所） | 加工の難しいチタン素材を用いて、継ぎ目なしの一体成形、繊細な形状の部品を作る。 より高い精度で設計通りの形状に仕上げた職人の勝利となる。 |
| 54  | 8月22日                     | ホッピング世界記録を目指せ！（前編）                      | ポゴ オールジャパン （コガネイ 山内武志、三菱電線工業 西川智己） | ポゴ・フレッドをパフォーマーに迎え、ホッピング高跳び世界記録に挑む。 対決ではなく、2社が協力して専用ホッピングの開発に当たる。 |
| 55  | 8月29日                     | ホッピング世界記録を目指せ！（後編）                      | ポゴ オールジャパン （コガネイ 山内武志、三菱電線工業 西川智己） | ポゴ・フレッドをパフォーマーに迎え、ホッピング高跳び世界記録に挑む。 対決ではなく、2社が協力して専用ホッピングの開発に当たる。 |
| 56  | 9月19日                     | 初公開！凄ワザ対決の舞台裏                                | 関ケ原製作所 | 特別編。 「真球頂上決戦〜日本VSドイツ〜」で使用されたパラレルバーの開発・制作工程を紹介する。 |
| 57  | 10月3日                     | 究極の竹とんぼ対決（前編）                                | 光造形ウィングス（重谷秀夫、SOLIZE Products） バイオブラボーズ（東洋大学望月研究室） | 可能な限り滞空時間の長い竹とんぼを作る。 同じ速度の回転を加えて発射し、着地までの時間が長いチームが勝利となる。 |
| 58  | 10月10日                    | 究極の竹とんぼ対決（後編）                                | 光造形ウィングス（重谷秀夫、SOLIZE Products） バイオブラボーズ（東洋大学望月研究室） | 可能な限り滞空時間の長い竹とんぼを作る。 同じ速度の回転を加えて発射し、着地までの時間が長いチームが勝利となる。 |
| 59  | 10月24日                    | 究極のロープ対決（前編）                                  | 岐阜大ブレイドロープス（岐阜大学工学部） 和泉極細マイスターズ（大阪コートロープ） | 「夢のロープを目指せ」と同ルール。 しなやかで引っ張りに強いロープを開発し、草相撲形式で強度を競う。 |
| 60  | 10月31日                    | 究極のロープ対決（後編）                                  | 岐阜大ブレイドロープス（岐阜大学工学部） 和泉極細マイスターズ（大阪コートロープ） | 「夢のロープを目指せ」と同ルール。 しなやかで引っ張りに強いロープを開発し、草相撲形式で強度を競う。 |
| 61  | 11月7日                     | 究極のフライパン対決（前編）                              | 職人親子チーム（甲野製作所） 伝熱博士チーム（神奈川大学 原村嘉彦） | 限られた熱量で効率よく目玉焼きを焼けるフライパンを開発する。 一度に20個の卵を載せ、家庭用コンロ（2.3kW）の火力で5分間加熱。より多くの卵を焼けたチームの勝利となる。 |
| 62  | 11月14日                    | 究極のフライパン対決（後編）                              | 職人親子チーム（甲野製作所） 伝熱博士チーム（神奈川大学 原村嘉彦） | 限られた熱量で効率よく目玉焼きを焼けるフライパンを開発する。 一度に20個の卵を載せ、家庭用コンロ（2.3kW）の火力で5分間加熱。より多くの卵を焼けたチームの勝利となる。 |
| 63  | 11月21日                    | 凄すぎワザスペシャル                                      | 野上技研 萩野谷厚（穴あけパンチ） ワークス 赤司奈津（金属チップ針） | 特別編。 あまりに並外れた技術を持つため対決相手が見つからず、これまで番組に登板できなかった職人たちを紹介する。 |
| 64  | 12月12日                    | 地震に打ち勝て！究極の“揺れない住宅”対決（前編）          | 京都大学防災研究所 川瀬博 アイディールブレーン 佐藤孝典 | 制震・免震機能を備えた住宅の模型（木造5階建て）を作る。 模型の各所に設置した座金に卵を載せ、震度7相当の揺れを加える。転落した卵の少ないチームが勝利。 |
| 65  | 12月19日                    | 地震に打ち勝て！究極の“揺れない住宅”対決（後編）          | 京都大学防災研究所 川瀬博 アイディールブレーン 佐藤孝典 | 制震・免震機能を備えた住宅の模型（木造5階建て）を作る。 模型の各所に設置した座金に卵を載せ、震度7相当の揺れを加える。転落した卵の少ないチームが勝利。 |
| 66  | 2016年 1月16日              | 夢かえますSP 折れない赤鉛筆作って！                       | 北星鉛筆 杉谷龍一 カール事務器 玉山隆三 | 芯の折れにくい赤鉛筆と、それに対応した鉛筆削り器を開発する。対決ではなく、2社による協同開発。 ペンケースに入れた赤鉛筆を150cmの高さから落として強度を試験する。 |
| 67  | 1月23日                     | ゆっくりでも倒れずまっすぐ進む自転車対決（前編）          | フレームビルダーチーム（今野製作所） ロボット自転車チーム（東京電機大学岩瀬研究室） | 低速度でも安定して走れる自転車を開発する。 幅50cm、全長50mの直線コースで試技を行う。時速10kmでスタートし、以後ペダルを漕がずハンドル操作もしない状態で、コースから外れずに走行できた距離を競う。 |
| 68  | 1月30日                     | ゆっくりでも倒れずまっすぐ進む自転車対決（後編）          | フレームビルダーチーム（今野製作所） ロボット自転車チーム（東京電機大学岩瀬研究室） | 低速度でも安定して走れる自転車を開発する。 幅50cm、全長50mの直線コースで試技を行う。時速10kmでスタートし、以後ペダルを漕がずハンドル操作もしない状態で、コースから外れずに走行できた距離を競う。 |
| 69  | 2月6日                      | ど真ん中を射ぬけ！究極の噴射対決（前編）                  | スプラッシュバスターズ（ドゥサイエンス） ウィンドマスターズ（鎌倉製作所） | 水または空気を、狙った場所へ正確に噴射する装置を開発する。 50cm間隔で縦横3×3に並んだろうそくを標的とし、中央の1本だけを狙って消火する。より遠距離で試技を成功させたチームの勝利。 |
| 70  | 2月13日                     | ど真ん中を射ぬけ！究極の噴射対決（後編）                  | スプラッシュバスターズ（ドゥサイエンス） ウィンドマスターズ（鎌倉製作所） | 水または空気を、狙った場所へ正確に噴射する装置を開発する。 50cm間隔で縦横3×3に並んだろうそくを標的とし、中央の1本だけを狙って消火する。より遠距離で試技を成功させたチームの勝利。 |
| 71  | 2月27日                     | 最強の帽子対決（前編）                                    | ブルーインパクターズ（カネカ） テックオリガミ（折り紙工学研究者チーム） | 落下物から頭部を守る強度を備え、なおかつコンパクトに収納できる帽子を開発する。 人頭模型に重りを落下させる装置で衝撃吸収性能を試験する。より高所からの衝撃を4.9kN以下に軽減できたチームの勝利。 |
| 72  | 3月5日                      | 最強の帽子対決（後編）                                    | ブルーインパクターズ（カネカ） テックオリガミ（折り紙工学研究者チーム） | 落下物から頭部を守る強度を備え、なおかつコンパクトに収納できる帽子を開発する。 人頭模型に重りを落下させる装置で衝撃吸収性能を試験する。より高所からの衝撃を4.9kN以下に軽減できたチームの勝利。 |
| 73  | 3月19日                     | 凄ワザへの挑戦状 究極の竹とんぼを作れ！                   | 中嶋義明 | 特別編。 趣味で竹とんぼを作っている“竹とんぼおじさん”が、「究極の竹とんぼ対決」での勝者の記録に挑戦する。 |
| 74  | 3月26日                     | 凄ワザへの挑戦状 究極の精度対決への挑戦                   | ワショウ金属工芸 土屋良真 | 特別編。 東大阪市のヘラ絞り職人が、「激突！旋盤VSヘラ絞り 〜究極の精度対決〜」での勝者の記録に挑戦する。 |
| 75  | 4月29日 8:15-9:00           | SPECIAL 大工ワザ 世界頂上決戦！〜日本vs.ドイツ〜          | アクセル・ヴェラー 梅村哲夫（風基建設） | 日独の伝統技術を習得した2人の大工が対決する。 第1ラウンドはタイムトライアル。ノコギリによる角材の切断、ノミによる穴あけで規定の作業をこなし、合計作業時間の短さを競う。 第2ラウンドは継ぎ手強度対決。長さ150cm、12cm角のアカマツ2本をそれぞれの手法で接合、耐えられる荷重の大きさを競う。 |
| 76  | 5月7日 21:00-21:50          | SPECIAL 世界最速自転車プロジェクト 〜強豪オランダに挑む〜 | 日本チーム（池上敦哉、奥明栄、関比古、小森亮平） オランダチーム“シグナス”（トマス・ファン・スハイク、ヤン=マルセル・ファン・ダイケン、シャーク・ブルームベルフ、ヤン・ファン・ステーヘ） | 人力での世界最速を競う大会「ワールドヒューマンパワードスピードチャレンジ」への挑戦を目指し、専用の自転車（リカンベント）を開発。同大会にて3位入賞経験を持つオランダチームと特別試合を行う。 大会ルールに基づき、助走を経てからの200m区間の平均速度を競う。 |
| 77  | 6月4日 21:00-21:50          | SPECIAL 限界に挑め！究極の歯車対決                        | 平歯車チーム（協育歯車工業） 特殊歯車チーム（加茂精工） | 歯車の組み合わせで力を増幅する機構を作る。 模型用小型モーターと単3電池4本の動力で、荷物を垂直に吊り上げる。30秒以内に30cmの高さに上げるという条件内で、より重い荷物を吊り上げたチームの勝利。 |
| 78  | 7月2日 21:00-21:50          | SPECIAL 主婦を救え！急速冷凍対決                          | クールブリザード（ダイキン） チームやらまいか（オーム電機） | 水を急速に凍らせる装置を作る。大きさは1辺60cm以内、使用電圧は100V。 ペットボトル入りの水490mlを15分間冷却。より多くの分量を凍結させたチームの勝利。 |
| 79  | 7月9日 19:30-19:58          | 究極の微小深穴対決 放電加工 VS. ドリル（前編）            | 斎藤雅晴 橋川栄二（橋川製作所） | シャープペンシルの芯（HB、太さ0.5mm、長さ60mm）に、それぞれの手法で穴を開ける。 2時間でより深い穴を開けた職人の勝利。 |
| 80  | 7月16日                     | 究極の微小深穴対決 放電加工 VS. ドリル（後編）            | 斎藤雅晴 橋川栄二（橋川製作所） | シャープペンシルの芯（HB、太さ0.5mm、長さ60mm）に、それぞれの手法で穴を開ける。 2時間でより深い穴を開けた職人の勝利。 |
| 81  | 9月3日                      | 目指せ飛距離新記録 紙ヒコーキ頂上決戦（前編）             | 東北大学ドリームチーム（人力飛行機部ウインドノーツ、今井大輔、小濱泰昭、菊地聡） 飛行機マニア軍団（石井満、上野泰寛、石井潤治） | 紙飛行機の飛距離世界記録に挑戦する。射出速度は時速72km以下、発射台の高さは2m以下。 各チーム3機ずつ試技を行う。最長記録を出したチームの勝利。 |
| 82  | 9月17日                     | 目指せ飛距離新記録 紙ヒコーキ頂上決戦（後編）             | 東北大学ドリームチーム（人力飛行機部ウインドノーツ、今井大輔、小濱泰昭、菊地聡） 飛行機マニア軍団（石井満、上野泰寛、石井潤治） | 紙飛行機の飛距離世界記録に挑戦する。射出速度は時速72km以下、発射台の高さは2m以下。 各チーム3機ずつ試技を行う。最長記録を出したチームの勝利。 |
| 83  | 9月24日                     | 幻の技法 解明SP 明治の超絶技巧を再現せよ！                | 小林有矢 | 特別編。 明治時代の鍛金家、山田宗美の、どうやって作ったかわからない“兎置物”を加賀市美術館とともに分析。失われた技法の再現に挑む。 |
| 84  | 10月1日                     | 凄ワザAfterスペシャル                                     | 松田技術研究所（松田真次、三矢祐二） 花岡貴文 | 「究極の台車」対決を制したチームが、若桜鉄道の揺れる列車の中でアナログレコードを一度も音飛びせず演奏するための免震装置を開発する。 |
| 85  | 10月15日                    | 最強のふだん履きシューズ対決（前編）                      | チーム山形（青木安全靴） チーム広島（ノサックス） | 安全靴並の強度を備え、なおかつ普段履きに使えるほど軽量（片足400g以下、サイズは23cm）の靴を開発する。 爪先を落下物から守る耐衝撃対決、雨水の侵入を防ぐ防水対決、足の裏を尖った物から守る耐踏み抜き対決の3ラウンドで性能を競う。 |
| 86  | 10月22日                    | 最強のふだん履きシューズ対決（後編）                      | チーム山形（青木安全靴） チーム広島（ノサックス） | 安全靴並の強度を備え、なおかつ普段履きに使えるほど軽量（片足400g以下、サイズは23cm）の靴を開発する。 爪先を落下物から守る耐衝撃対決、雨水の侵入を防ぐ防水対決、足の裏を尖った物から守る耐踏み抜き対決の3ラウンドで性能を競う。 |
| 87  | 10月29日                    | SPECIAL 最速自転車プロジェクト 〜世界大会・前編〜         | 池上敦哉、奥明栄、関比古、石井源治、小森亮平 | 第76回にて結成されたチームが、ワールドヒューマンパワードスピードチャレンジに本格参戦。6日間にわたる大会の様子を伝える。 |
| 88  | 11月5日                     | SPECIAL 最速自転車プロジェクト 〜世界大会・後編〜         | 池上敦哉、奥明栄、関比古、石井源治、小森亮平 | 第76回にて結成されたチームが、ワールドヒューマンパワードスピードチャレンジに本格参戦。6日間にわたる大会の様子を伝える。 |
| 89  | 11月12日                    | 摩擦ゼロに挑め！ 究極のすべーるBAR対決（前編）            | 職人チーム（不二WPC） 研究者チーム（物質・材料研究機構） | 重さ2kgの鉄製コースターの表面に、摩擦を低減する加工を施す。削っても他の素材を貼ってもよいが、厚みの増減は0.1mm以内に限る。 全長15mのステンレス製バーの上でコースターを滑らせ、滑った距離を競う。試技は潤滑液ありと潤滑液なしの2ラウンド。 |
| 90  | 11月19日                    | 摩擦ゼロに挑め！ 究極のすべーるBAR対決（後編）            | 職人チーム（不二WPC） 研究者チーム（物質・材料研究機構） | 重さ2kgの鉄製コースターの表面に、摩擦を低減する加工を施す。削っても他の素材を貼ってもよいが、厚みの増減は0.1mm以内に限る。 全長15mのステンレス製バーの上でコースターを滑らせ、滑った距離を競う。試技は潤滑液ありと潤滑液なしの2ラウンド。 |
| 91  | 12月10日                    | リアルスパイダーマンを目指せ！ 究極の真空吸着対決（前編） | エクストリームバキューマーズ（妙徳） キューバンボーイズ（神戸市立工業高等専門学校） | 真空ポンプによって天井に吸着、人がつかまって移動できる“リアルスパイダーマン装置”を開発する。 特設コースで、パフォーマーの体重や天井の材質を変えながら吸着力を試験する。より多くの局面で試技に成功したチームの勝利。 |
| 92  | 12月17日                    | リアルスパイダーマンを目指せ！ 究極の真空吸着対決（後編） | エクストリームバキューマーズ（妙徳） キューバンボーイズ（神戸市立工業高等専門学校） | 真空ポンプによって天井に吸着、人がつかまって移動できる“リアルスパイダーマン装置”を開発する。 特設コースで、パフォーマーの体重や天井の材質を変えながら吸着力を試験する。より多くの局面で試技に成功したチームの勝利。 |
| 93  | 2017年 1月7日               | 夢かなえますSP よみがえれ！ 思い出の写真編                | ハイテク復元チーム（アイワード） 写実画家（石黒賢一郎） | 長年日光に当たって色あせた写真を復元する。2者がそれぞれの手法で復元に挑むが、対決ではなく勝敗はつけない。 |
| 94  | 1月14日                     | 夢かなえますSP 汚れがすぐ落ちる！ 究極のまな板編          | チームプラスチック（工学院大学） チームウッド（九州大学） ハマカーン | 水洗いだけで汚れが落ちるまな板を開発する。 まな板に1mlの油をつけ、食品裁断機で傷をつけた後、上から一定量の水流を10秒間当てる。残留した油の少ないチームが勝利。 |
| 95  | 1月21日                     | 最強の洗濯ばさみ対決（前編）                              | チームクランプ（イマオコーポレーション） チームペンチ（マルト長谷川工作所） | 衣類を傷つけることなく強力に保持できる洗濯ばさみを開発する。 第1ラウンドは重量対決。挟んだロープにウェイトを吊るし、保持できる重量を競う。第2ラウンドは強風対決。はさんだ衣類に送風機で風を当て、保持できる風速を競う。 |
| 96  | 1月28日                     | 最強の洗濯ばさみ対決（後編）                              | チームクランプ（イマオコーポレーション） チームペンチ（マルト長谷川工作所） | 衣類を傷つけることなく強力に保持できる洗濯ばさみを開発する。 第1ラウンドは重量対決。挟んだロープにウェイトを吊るし、保持できる重量を競う。第2ラウンドは強風対決。はさんだ衣類に送風機で風を当て、保持できる風速を競う。 |
| 97  | 2月4日                      | 南極からサハラ砂漠まで！ 究極の断熱ボックス対決（極寒編） | 真空パワージェネレーションズ（赤田工業） 断熱レボリューションズ（明星工業） | どんな環境下でも内部の温度を一定に保つクーラーボックスを開発する。大きさは34cm四方。厚みは2cm。 液体窒素の中で水の凍結を防ぐ極寒対決、500°Cの鉄板の上で氷の融解を防ぐ灼熱対決、猛暑日の気温の中でアイスの融解を防ぐ高温長時間対決で性能を競う。 |
| 98  | 2月11日                     | 南極からサハラ砂漠まで！ 究極の断熱ボックス対決（灼熱編） | 真空パワージェネレーションズ（赤田工業） 断熱レボリューションズ（明星工業） | どんな環境下でも内部の温度を一定に保つクーラーボックスを開発する。大きさは34cm四方。厚みは2cm。 液体窒素の中で水の凍結を防ぐ極寒対決、500°Cの鉄板の上で氷の融解を防ぐ灼熱対決、猛暑日の気温の中でアイスの融解を防ぐ高温長時間対決で性能を競う。 |
| 99  | 2月18日                     | 究極のボンベを作れ！ 板金王決定戦（前編）                 | チーム試作屋（ツツミ産業） チームへら絞り（北嶋絞製作所） | 可能な限り耐圧性能を高めた空気ボンベを作る。形は直径20cmの球。厚みは5mm以下。素材は自由。 外側から水圧をかける装置を使い、耐えられる圧力を競う。 |
| 100 | 2月25日                     | 究極のボンベを作れ！ 板金王決定戦（後編）                 | チーム試作屋（ツツミ産業） チームへら絞り（北嶋絞製作所） | 可能な限り耐圧性能を高めた空気ボンベを作る。形は直径20cmの球。厚みは5mm以下。素材は自由。 外側から水圧をかける装置を使い、耐えられる圧力を競う。 |
| 101 | 3月4日                      | 凄ワザが挑む防災革命！SP                                  | チーム山形 チーム広島 ブルーインパクターズ テックオリガミ | 東日本大震災6年を前に、過去に番組で対決した防災関連のグッズについてその後を取材。 |
| 102 | 3月25日                     | ロボットVS.人間 究極のけん玉対決（前編）                  | ロボットチーム（マクシス・シントー） 人間代表けん玉チーム（山口真穂、久保田悟 、矢野博幸） | 人間とロボットが、けん玉の指定された技を10回行い、より多く成功させた方が勝ち。 |
| 103 | 4月1日                      | ロボットVS.人間 究極のけん玉対決（後編）                  | ロボットチーム（マクシス・シントー） 人間代表けん玉チーム（山口真穂、久保田悟 、矢野博幸） | 人間とロボットが、けん玉の指定された技を10回行い、より多く成功させた方が勝ち。 |
| 104 | 5月1日                      | 凄ワザ杯 紙飛行機王決定戦                                 | 石井潤治 井手雄規 米田洋 | 紙飛行機の軌道をさまざまにコントロールする技術を競う。 各面に直径1mの穴が開いた立方体を標的とし、10m離れた地点から飛行機を発射して穴を通過させる。1つの穴を通るごとに1ポイント獲得、複数の穴を連続通過すれば倍加ボーナス。各人12回の試技で総合得点を競うが、同じルートの繰り返しは得点にはならず、試技の度に新たな工夫が求められる。                                                                                      |
| 105 | 5月29日                     | 夢かなえますSP 世界を目指すフィン＆究極クルミ割り器       | 田村宏、井上俊也、山元末広、早稲田大学シックスビート TEAMオニグルミ（ロブテックス） | 前半は日本人の体型に適したモノフィンを開発。大学生の選手が装着し、自己記録更新に挑む。 後半はオニグルミの身を崩さずに殻から取り出す装置を開発。ハンマーを使った旧来の手法よりも効率のよい作業の実現を目指す。 |
| 106 | 6月26日                     | きっちり壊せ！精密解体対決                                | 発破チーム（相模工業） ウォータージェットチーム（第一カッター興業） | 災害現場で救助活動の妨げになる器物を破壊・除去する“ブリーチング”の技術を競う。 模擬的に再現した現場で、要救助者の安全を確保しつつ、超高強度コンクリートの壁に規定の大きさの穴をあける。より短時間で任務を完遂したチームの勝利。 |
| 107 | 7月31日                     | 強風でも落ちずに飛べ！究極のドローン対決                  | 徳島大学大学院社会産業理工学研究部（三輪昌史） エンルート | ドローンを台風なみの風速20mの強風中で安全に飛ばせ！マルチコプター（ドローン）の更なる進化を目指す。業界をリードしてきた企業と、ユニークなドローンを次々と生み出す研究者が激突。 |
| 108 | 9月25日                     | 奇跡のヴェネチアン・グラスに挑め！                        | ガラス作家 小牟禮尊人 箱根ガラスの森美術館館長 岩田正崔 | 水の都ヴェネチアに伝わる風が吹くだけで揺れ動いたという伝説のワイングラス。奇跡のワイングラスの再現に、日本のガラス作家が挑戦！ ※ドイツで開催されたワールド・メディア・フェスティバルにて金賞受賞（受賞歴参照） |
| 109 | 10月30日                    | 東京オリンピック全力応援 究極の競技用具を作れ！           | 為末大、室伏由佳、山形大学教授 瀬尾和哉、SAITOUクラフト 齊藤秀雄、九州共立大学陸上部監督 疋田晃久、郡菜々佳、西川精機製作所 西川喜久、アーチェリー選手 前田悠帆 | 女子円盤投げで56年ぶりのオリンピック出場を目指す若手ホープのため、スポーツ工学研究者と熟練職人が立ち上がる。更に前回のリオでメダル無しに終わったアーチェリー。下町のアイデア社長が国産の弓具を復活させ、リベンジを誓う。 |
| 110 | 11月27日                    | ふわふわ！もちもち！究極の食感対決                        | 土井善晴、銀シャリ、堀田茜、ル・コルドン・ブルーシェフ ジル・コンパニー、関東混合機工業会長 林孝司、マルメゾン 大山栄蔵、ライステクノロジーかわち 杉山純一、新田ゼラチン 森崎文栄、フードコーディネーター 森沢のり子 | 「究極にふわふわな料理を作れ！」、「究極にもちもちな料理を作れ！」の二番勝負。用いる食材、作る料理は自由。ものづくりの技術や調理のワザを注ぎこんだ一品で、審査員に一番食感を感じさせた者が勝利。 |
| 111 | 12月25日                    | オーストラリア大冒険SP 次世代カー爆走3000km               | 東海大学教授 木村英樹、東海大学助教 佐川耕平、工学院大学准教授 濱根洋人、工学院大学院生 中川拓朗、名古屋工業大学ソーラーカー部部長 田中宏樹、東明グループ 大野泰生 | 30の歴史を持つ世界最高峰のオーストラリア大陸縦断ソーラーカーレースであるワールド・ソーラー・チャレンジ大会に挑む日本代表3チームに密着。 |
| 112 | 2018年 1月29日              | 夢かなえますSP なわとび8重跳び&安心！子ども用長靴         | ハマカーン、なわとびパフォーマー 森口明利、名古屋市立大学教授 横山清子 | |
| 113 | 2月26日                     | AI VS.人類 3番勝負                                        | 遼河はるひ、NON STYLE井上裕介、堀田茜（ファッション対決審査） ファッションAI「SENSY」（ファッション対決） 伊勢丹新宿本店スタイリスト3名（ファッション対決） NTTドコモAIタクシーシステム（タクシー対決） 小野洋資（帝産キャブ名古屋ドライバー タクシー対決） 札幌AIラボ 俳句AI「一茶くん」（俳句対決） 大塚凱（俳句対決） 松山ドリームチーム（俳句対決） NON STYLE石田明（俳句対決） | ファッション・タクシー・俳句の3分野でAIとプロフェッショナル人間の対決を行う。 ファッション対決ではAIと百貨店スタイリストがそれぞれ考案したコーディネートを考案チームを伏せて提示し各ゲスト毎に判定し3番勝負で対決する。 タクシー対決では新人ドライバーが運転するAIタクシーシステムを載せたタクシーとベテランドライバーで週末3日間の売上額で競う。 俳句対決は3つのお題写真をもとにAIと3組の俳人ゲストが3番勝負で対決する。 |
| SP  | 7月25日 19:30-20:43         | 東京2020全力応援！望結の2年後が楽しくなるツアー           | 本田望結（サブMC） NON STYLE、中村静香、武井壮、小椋久美子、体操男子日本代表監督 水鳥寿思、車いす卓球選手 別所キミヱ、慶應義塾大学教授 仰木裕嗣（ゲスト） ダイコープロダクト、松永製作所、ブリヂストン、ジェイテクト | |

## 超絶 凄ワザ！ ミニ
2015年7月以降、対決の前後編を合わせて15分に編集した番組が不定期に放送されている。番組表上の番組名は「凄ワザ！対決選」。過去に「ゴムVSバネ」「薄切り」「ロングパット」「紙飛行機」「針」「ロープ」「フライパン」「噴射」が制作されている。

## テーマ曲
オープニング・テーマ
「Csardas」（→Pia-no-jaC←×葉加瀬太郎・2014年4月3日 - ）
エンディング・テーマ
「残月」（→Pia-no-jaC←・2014年4月3日 - ）

## 受賞歴
- World Media Festivals 2020（ドイツ）ドキュメンタリー部門エンターテインメント・カテゴリー　金賞
  - 「超絶凄ワザ～奇跡のヴェネチアン・グラスに挑め！～」英題名：SUPREME SKILLS!～THE MIRACLE OF VENETIAN GLASS～
  - プロデューサー：宇野央康、ディレクター：勅使河原 亜紀夫